# Lista hiszpańskich wspólnot autonomicznych według powierzchni
Lista hiszpańskich wspólnot autonomicznych według powierzchni:
| Miejsce | Nazwa                                      | Powierzchnia (km²) | Procentowo (%) |
| ------- | ------------------------------------------ | ------------------ | -------------- |
| 1.      | Kastylia i León                            | 94 223             | 18,6           |
| 2.      | Andaluzja                                  | 87 268             | 17,2           |
| 3.      | Kastylia-La Mancha                         | 79 463             | 15,7           |
| 4.      | Aragonia                                   | 47 719             | 9,4            |
| 5.      | Estremadura                                | 41 634             | 8,2            |
| 6.      | Katalonia                                  | 32 114             | 6,3            |
| 7.      | Galicja                                    | 29 574             | 5,8            |
| 8.      | Walencja                                   | 23 255             | 4,6            |
| 9.      | Murcja                                     | 11 313             | 2,2            |
| 10.     | Asturia                                    | 10 604             | 2,1            |
| 11.     | Nawarra                                    | 10 391             | 2,1            |
| 12.     | Madryt                                     | 8028               | 1,6            |
| 13.     | Wyspy Kanaryjskie                          | 7447               | 1,5            |
| 14.     | Kraj Basków                                | 7234               | 1,4            |
| 15.     | Kantabria                                  | 5321               | 1,0            |
| 16.     | La Rioja                                   | 5045               | 1,0            |
| 17.     | Baleary                                    | 4992               | 1,0            |
| —       | Hiszpańskie posiadłości w Afryce Północnej | 33                 | 0,01           |
| Razem   | Razem                                      | 505 988            | 100            |